# Thames AFC
Thames AFC was een Engelse voetbalclub uit Oost-Londen die kort in de Football League speelde tussen 1930 en 1932. De club werd in 1928 opgericht op dezelfde manier als New Brighton Tower en Chelsea FC die opgericht werden om in een stadion te spelen dat al bestond maar waarin geen team speelde. Het stadion met de immense capaciteit van 120 000 toeschouwers werd door zakenlui gebouwd en werd voornamelijk gebruik door de week voor speedway- en greyhound-racen. Hierdoor bleef het stadion ongebruikt op zaterdag waardoor beslist werd om een voetbalclub op te richten.
De club startte in de Southern League en werd 14de in het eerste seizoen en 3de in het tweede. Dit volstond om verkozen te worden tot de Football League Third Division South en verving hiermee Merthyr Town dat uit de League werd gestemd. Het verblijf van Thames in de League was een kort en onsuccesvol verblijf. Hoewel de club over het grootste stadion van het land beschikte kwamen er niet veel bezoekers opdagen en ironisch gezien heeft de club het record met het minste aantal toeschouwers in een League-wedstrijd in de gehele Engelse voetbalgeschiedenis. Voor de wedstrijd van Thames tegen Luton Town op 6 december 1930 werden slechts 469 plaatsbewijzen verkocht.
De concurrentie van plaatselijke rivalen Charlton Athletic, Clapton Orient, Millwall FC en West Ham United was te zwaar voor de club. In 1930/31, waaraan 22 clubs deelnamen, haalde Thames AFC een 20e plaats, en het volgende seizoen werd Thames zelfs laatste. Hierdoor deed de club zelfs geen aanvraag om herverkozen te worden tot de League. Thames AFC hield hierna op te bestaan, ondanks de vraag van Clapton Orient om te fuseren. De club werd in de Football League vervangen door Aldershot FC.
Thames AFC dient niet te worden verward met Thames Ironworks FC, een club die bestond aan het einde van de 19e eeuw en die later bekend zou worden als West Ham United.